# Eric Johnson (football américain)
Pour les articles homonymes, voir Johnson et Eric Johnson.
(en) Statistiques sur pro-football-reference
Eric Maxwell Johnson (né le 15 septembre 1979 à Needham dans le Massachusetts) est un joueur de football américain qui évoluait au poste de Tight end dans la National Football League. Il a commencé sa carrière en intégrant les 49ers de San Francisco en 2001. Il a également joué pour l'université Yale.

## Carrière à l'université
Eric a étudié aux lycées Needham High School et Belmont Hill School dans le Massachusetts. Une fois diplômé, il est allé étudier à l'université Yale où il était le wide receiver. En 1999, l'université Yale ont joué contre l'université Harvard et ont remporté le match.

## Carrière professionnelle

### 49ers de San Francisco
En 2001, Eric a intégré les 49ers de San Francisco. Cependant, à cause d'une blessure, il a raté tous les matchs de 2003 et de 2005. En 2004, il a rattrapé la balle 82 fois et il a fait deux touchdowns. Eric a quitté l'équipe en 2006.

### Saints de La Nouvelle-Orléans
En 2007, il a signé un contrat d'un an avec les Saints de La Nouvelle-Orléans. Le 14 mars 2008, il signe à nouveau un contrat avec eux mais, finalement, il quitte l'équipe le 31 juillet 2008.

## Vie privée
Le 14 mai 2005, Eric a épousé Keri Johnson. Ils se sont séparés en octobre 2009 et ont demandé le divorce en janvier 2010. Leur divorce s'est achevé le 7 octobre 2010.
Depuis mai 2010, Eric est en couple avec l'actrice et chanteuse Jessica Simpson. Ensemble, ils ont eu deux enfants : une fille prénommée Maxwell Drew Johnson (née le 1er mai 2012) et un garçon prénommé Ace Knute Johnson (né le 30 juin 2013). Après s'être fiancés en novembre 2010, Eric et Jessica se sont mariés le 5 juillet 2014 à Montecito, en Californie.
Le 18 septembre 2018, le couple annonce sur Instagram attendre leur troisième enfant, une petite fille. Fin 2024, ils se séparent. 